# Kuugaaq
Kuugaaq [kuːˈɣɑːq] (nach alter Rechtschreibung Kûgâĸ) ist eine wüst gefallene grönländische Siedlung im Distrikt Qeqertarsuaq in der Kommune Qeqertalik.

## Lage
Kuugaaq liegt an der Ostspitze der Diskoinsel gut 30 km südlich von Saqqaq.

## Geschichte
In Kuugaaq sollte 1791 eine Walfängeranlage gegründet werden, da man wegen des eisfreien Meeres gute Jagdbedingungen vermutete. In der nähe gab es bereits drei Häuser mit grönländischen Bewohnern und weitere hatten Interesse bekundet, in die Anlage zu ziehen. Im Frühjahr 1791 wurde somit ein erster Versuch für den Walfang unternommen, der aber so erfolglos war, dass man noch im selben Jahr wieder aufgab.